# Joe Pera
 (septembre 2022).
Le contenu est difficilement compréhensible vu les erreurs de traduction, qui sont peut-être dues à l'utilisation d'un logiciel de traduction automatique.
Joseph Pera (né en 1988) est un comédien, écrivain et acteur américain. Il est surtout connu comme le créateur et la star de Joe Pera Talks with You (en) diffusé sur la chaîne Adult Swim.

## Biographie
Joe Pera est né à Buffalo, New York. Il a étudié le cinéma au Ithaca College (en), où il a participé et a remporté le concours de stand-up du collège à trois reprises. Pera a obtenu son diplôme d'Ithaca College en 2010,. Il a déménagé à New York.
Connu pour son style lent et « pépère » et son penchant pour le port de pulls, Pera a créé le Infomercial (en) Joe Pera Talks You to Sleep. Il s'est ensuivi une apparition sur Late Night with Seth Meyers et une stand-alone Adult Swim special intitulée Joe Pera Helps You Find the Perfect Christmas Tree. Grâce au succès de ces programmes (tous produits par Chestnut Walnut, fondé par lui et Conner O'Malley (en)), Pera a développé une série télévisée pour Adult Swim, qui a été créée le 20 mai 2018, intitulée Joe Pera Talks with You. Il est apparu dans l'émission-débat Conan le 28 mars 2017 et dans The Late Show with Stephen Colbert le 4 décembre 2019.

## Filmographie

### Film
| Année | Titre                                              | Rôle | Notes |
| ----- | -------------------------------------------------- | ---- | ----- |
| 2017  | Snowy Bing Bongs Across the North Star Combat Zone | Jim  |       |

### Télévision
| Année        | Titre                                              | Rôles           | Notes                                                  |
| ------------ | -------------------------------------------------- | --------------- | ------------------------------------------------------ |
| 2013–14      | The Chris Gethard Show (en)                        | Zero Fucks Boyd | 4 épisodes                                             |
| 2014         | New Timers                                         | Myron           | 2 épisodes                                             |
| 2016         | Joe Pera Talks You to Sleep                        | Himself         | Programme court ; partie d'un Infomercial (en)         |
| 2016         | Joe Pera Helps You Find the Perfect Christmas Tree | Himself         |                                                        |
| 2017         | Conan                                              | Himself         | 28 mars                                                |
| 2019         | The Late Show with Stephen Colbert                 | Himself         | 4 décembre                                             |
| 2019         | Late Night with Seth Meyers                        | Himself         | 18 décembre                                            |
| 2018–présent | Joe Pera Talks with You (en)                       | Himself         | 22 épisodes ; aussi créateur, producteur et scénariste |
| 2020         | Relaxing Old Footage with Joe Pera                 | Himself         | Émission spéciale                                      |
| 2020         | F is for Family                                    | Alaquippa Ed    |                                                        |

### YouTube
|      | Title                        | Role    | Notes                                                        |
| ---- | ---------------------------- | ------- | ------------------------------------------------------------ |
| 2014 | Perfect Week                 | Himself | 7 épisodes de la mini-série hosted by JASH with trailer      |
| 2014 | The Pancake Breakfast Critic | Himself | 3 épisodes de la mini-série hosted by MTV                    |
| 2015 | How To Make It In USA        | Himself | 9 épisodes de la mini-série co-produite Conner O'Malley (en) |